# العلاقات الإثيوبية التركية
العلاقات الإثيوبية التركية هي العلاقات الثنائية التي تجمع بين إثيوبيا وتركيا.

## مقارنة بين البلدين
هذه مقارنة عامة ومرجعية للدولتين:
| وجه المقارنة                                              | إثيوبيا                        | تركيا         |
| --------------------------------------------------------- | ------------------------------ | ------------- |
| المساحة (كم2)                                             | 1.10 مليون                     | 783.56 ألف    |
| عدد السكان (نسمة)                                         | 104.96 مليون                   | 80.14 مليون   |
| الكثافة السكانية (ن./كم²)                                 | 95.42                          | 102.28        |
| العاصمة                                                   | أديس أبابا                     | أنقرة         |
| اللغة الرسمية                                             | اللغة الأمهرية                 | اللغة التركية |
| العملة                                                    | بير إثيوبي                     | ليرة تركية    |
| الناتج المحلي الإجمالي (بليون دولار)                      | 80.56 مليار                    | 851.10 مليار  |
| الناتج المحلي الإجمالي (تعادل القوة الشرائية) بليون دولار | 161.90 مليار                   | 1.57 تريليون  |
| الناتج المحلي الإجمالي الاسمي للفرد دولار أمريكي          | 619                            | 9.12 ألف      |
| الناتج المحلي الإجمالي للفرد دولار أمريكي                 | 1.50 ألف                       | 19.79 ألف     |
| مؤشر التنمية البشرية                                      | 0.442                          | 0.761         |
| رمز المكالمات الدولي                                      | +251                           | +90           |
| رمز الإنترنت                                              | .et                            | .tr           |
| المنطقة الزمنية                                           | ت ع م+03:00، توقيت شرق أفريقيا | ت ع م+03:00   |

## مدن متوأمة
في ما يلي قائمة باتفاقيات التوأمة بين مدن إثيوبية وتركية:
- ترتبط ميكيلي مع بايبورت باتفاقية توأمة منذ 25 يناير 2016.
- ترتبط أداما مع سيواس باتفاقية توأمة.

## منظمات دولية مشتركة
يشترك البلدان في عضوية مجموعة من المنظمات الدولية، منها:
| علم المنظمة | اسم المنظمة                                                | تاريخ انضمام إثيوبيا | تاريخ انضمام تركيا |
| ----------- | ---------------------------------------------------------- | -------------------- | ------------------ |
|             | الاتحاد البريدي العالمي                                    | ?                    | ?                  |
|             | مؤسسة التنمية الدولية                                      | 11 أبريل 1961        | 22 ديسمبر 1960     |
|             | منظمة حظر الأسلحة الكيميائية                               | ?                    | ?                  |
|             | الأمم المتحدة                                              | 13 نوفمبر 1945       | 24 أكتوبر 1945     |
|             | وكالة ضمان الاستثمار متعدد الأطراف                         | 13 أغسطس 1991        | 3 يونيو 1988       |
|             | منظمة الشرطة الجنائية الدولية                              | ?                    | ?                  |
|             | مؤسسة التمويل الدولية                                      | 20 يوليو 1956        | 19 ديسمبر 1956     |
|             | البنك الدولي للإنشاء والتعمير                              | 27 ديسمبر 1945       | 11 مارس 1947       |
|             | الاتحاد الدولي للاتصالات                                   | 20 فبراير 1932       | 1866               |
|             | البنك الإفريقي للتنمية                                     | ?                    | ?                  |
|             | العملية المشتركة للاتحاد الأفريقي والأمم المتحدة في دارفور | ?                    | ?                  |
|             | الفريق المعني برصد الأرض                                   | ?                    | ?                  |
|             | يونسكو                                                     | 1 يوليو 1955         | 4 نوفمبر 1946      |

## أعلام
هذه قائمة لبعض الشخصيات التي تربطها علاقات بالبلدين:
- إيلفان أبيليجيسيه (عدائة مسافات طويلة تركية من أصل إثيوبي، 11 سبتمبر 1982 – )

## وصلات خارجية
- موقع وزارة الخارجية الإثيوبية
- موقع وزارة الخارجية التركية